# Chuck Corgan

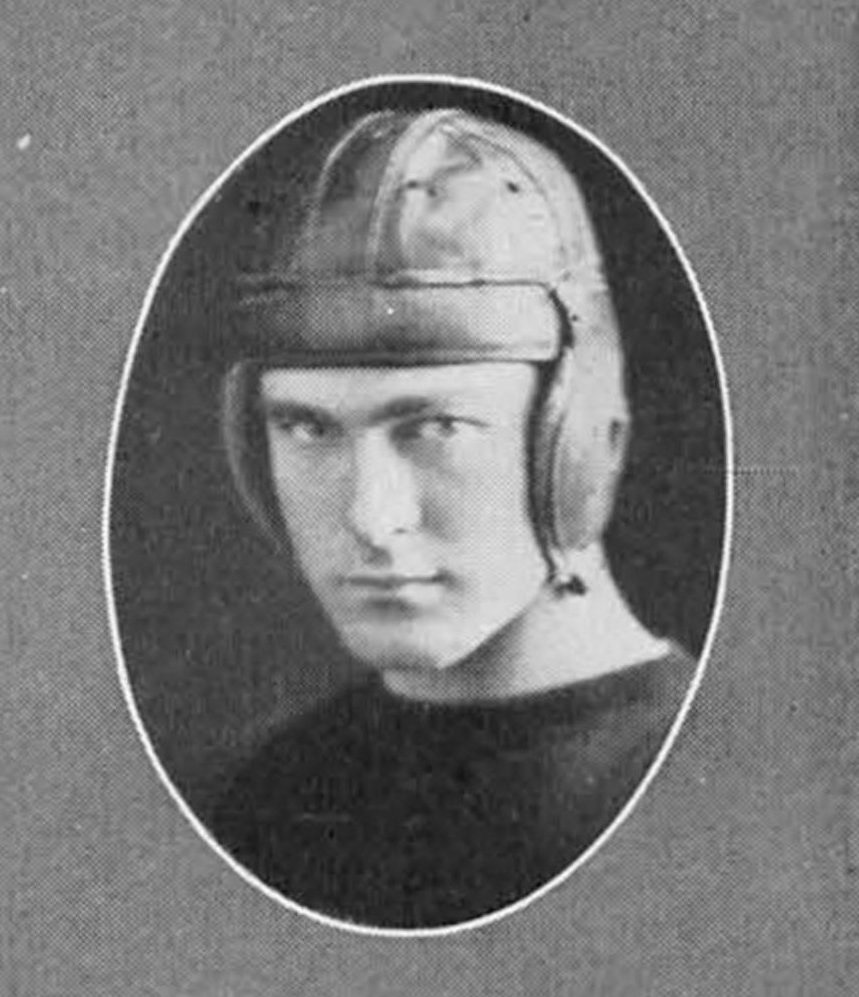
Chuck Corgan yearbook photo, as a football player at the University of Arkansas in 1924.

Chuck Corgan foi um jogador de futebol americano estadunidense que foi campeão da Temporada de 1927 da National Football League jogando pelo New York Giants.